# 1116 (عدد)
 1116 هو عدد صحيح، يلي العدد 1115 ويسبق العدد 1117.

## في الرياضيات

### خصائص
- عدد طبيعي.[3]
- عدد زوجي.[4][5]
- عدد موجب،[6] السالب منه هو - 1116.[7]

## في التاريخ
- 1116 هـ هي سنة في التقويم الهجري.
- هي سنة  1116 م في التقويم الميلادي.

## وصلات خارجية
الأعداد الصاتمة، ديوان اللغة العربية.